# Medycyna molekularna
Medycyna molekularna – dziedzina medycyny wyłaniająca się z potrzeby rozwoju medycyny spersonalizowanej i oparta na metodologii biologii molekularnej, mającej zastosowanie w działach związanych z biologią medyczną takich jak: biotechnologia, biochemia, biofizyka, biologia komórki, bioinżynieria, biologia systemowa, bioinformatyka, nanotechnologia, terapia genowa. Rozwój nowej dziedziny został zapoczątkowany publikacją Linusa Pulinga z roku 1949, dotyczącą różnic między hemoglobiną osób zdrowych i hemoglobiną u chorych na anemię sierpowatą.
Medycyna molekularna zajmuje się:
- diagnostyką i ustalaniem etiologii i patogenezy (przyczyn) chorób na poziomie podstawowych cząsteczek i struktur komórkowych,
- ustalaniem rokowania i przewidywaniem teraźniejszych, jak i przyszłych fizjologicznych i patologicznych konsekwencji określonych zmian molekularnych na poziomie genomu, transkryptomu, proteomu i metabolomu,
- terapią molekularną w tym terapią genową, zwłaszcza chorób nieuleczalnych i źle rokujących, takich jak nowotwory (w tym białaczki), rak piersi, rak płuc, czerniak skóry, zakażenia wirusowe (HIV, HCV, HBV, HPV), inne genetyczne choroby dziedziczne, tj. aberracje chromosomowe, dystrofia mięśniowa, fenyloketonuria, mukowiscydoza i wiele innych.

Medycyna molekularna jako nowa nauka, bada możliwości zastosowania nowych technologii biomedycznych, stąd na postęp w leczeniu wielu nieuleczalnych chorób przyjdzie jeszcze poczekać wiele lat. Niemniej jednak skuteczne leczenie chorób o podłożu molekularnym w tym chorób genetycznych możliwe będzie przez zastosowanie technologii wykorzystujących metody biologii molekularnej w tym terapii genowej.